# Ottó Bláthy
Ottó Titusz Bláthy (11. srpna 1860, Tata – 26. září 1939, Budapešť) byl maďarský elektrotechnik a vynálezce. Spoluvynalezl elektrický transformátor, stabilizátor napětí a elektroměr. Přihlásil více než sto patentů.
Narodil se v bohaté obchodnické rodině v městečku Tata na severozápadě dnešního Maďarska. Vystudoval strojní inženýrství na Technické univerzitě ve Vídni, absolvoval roku 1882. Rok poté nastoupil do továrny Ganz, kde pracoval takřka do konce života. Právě zde roku 1885 vyvinul transformátor, spolu s kolegy Miksou Dérim a Károly Zipernowskym. Bláthyho originálním řešením bylo, že byly transformátory vyrobeny s uzavřeným železným jádrem. Vynález umožnil masivní zavádění elektrického světla do domácností i továren. 
Roku 1887 jako první zapojil generátory střídavého proudu paralelně, což o rok později umožnilo první připojení vodní elektrárny k tepelné. V roce 1889 zkonstruoval kilowatthodinový elektroměr. Podobných zařízení sice vzniklo více, ale právě jeho řešení se v praxi osvědčilo nejvíce.
Věnoval se také šachům, vymyslel řadu úloh kompozičního šachu. 